# تشارلز إليوت بيركنز
تشارلز إليوت بيركنز (بالإنجليزية: Charles Elliott Perkins)‏ هو شخصية أعمال أمريكي، ولد في 24 نوفمبر 1840 في سينسيناتي في الولايات المتحدة، وتوفي في 8 نوفمبر 1907 في ويستوود في الولايات المتحدة بسبب اعتلال الكلية.